# Брутиг-Фанкел
Брутиг-Фанкел (њем. Bruttig-Fankel) општина је у њемачкој савезној држави Рајна-Палатинат. Једно је од 92 општинска средишта округа Кохем-Цел. Према процјени из 2010. у општини је живјело 1.182 становника. Посједује регионалну шифру (AGS) 7135017.

## Географски и демографски подаци
Брутиг-Фанкел се налази у савезној држави Рајна-Палатинат у округу Кохем-Цел. Општина се налази на надморској висини од 85 метара. Површина општине износи 14,4 km². У самом мјесту је, према процјени из 2010. године, живјело 1.182 становника. Просјечна густина становништва износи 82 становника/km².